# Marjorie Taylor Greene
Marjorie Taylor Greene (nascida em 27 de maio de 1974) é uma política, empresária e teórica da conspiração de extrema-direita que atualmente serve como representante do 14º distrito congressional da Geórgia. Membro do Partido Republicano e apoiadora de Donald Trump, Greene foi eleita para o Congresso em novembro de 2020 e empossada em 3 de janeiro de 2021.
Greene tem apoiado teorias conspiratórias de extrema-direita, promovendo ideias antissemitas e de supremacia branca, incluindo a teoria da conspiração do genocídio branco, Pizzagate e o QAnon, bem como outras teorias sem evidências, incluindo tiroteios de bandeira falsa e teorias de conspiração de 11 de setembro. Além disso, antes de concorrer ao Congresso, apoiou a execução de políticos democratas proeminentes. Como congressista, equiparou o Partido Democrata com os nazistas e comparou as medidas de segurança do COVID-19 à perseguição dos judeus durante o Holocausto. Ela desculpou-se pela última comparação.
Durante a contagem dos votos do Colégio Eleitoral, Greene estava entre um grupo de legisladores republicanos que se opuseram sem sucesso aos votos ganhos por Biden, apesar das agências federais que supervisionam a segurança eleitoral dizendo que era o mais seguro da história americana. Depois de afirmar falsamente que Trump foi eleito com uma vitória esmagadora, mas a eleição foi roubada dele, Greene entrou com um processo de impeachment contra Biden no dia seguinte à sua posse, alegando abuso de poder. A Câmara dos Representantes votou para remover Greene de todas as funções do comitê em resposta a uma série de declarações incendiárias e violentas que ela tinha feito anteriormente. Onze republicanos juntaram-se aos democratas unânimes na votação de 4 de fevereiro de 2021.
Defensora de ideias ultraconservadoras, Greene se descreve como sendo uma "nacionalista cristã".

## Infância e educação
Greene nasceu em Milledgeville, Geórgia, em 27 de maio de 1974, filha de Robert Taylor. Ela se formou na South Forsyth High School em Cumming, Georgia em 1992, e na University of Georgia com um bacharelado em administração de empresas em 1996.
Em declarações feitas em 2019, e em um discurso na Câmara em 4 de fevereiro de 2021 em que explicou sua posição sobre direitos de armas e tiroteios em escolas, Greene aludiu a ter sido afetada por um incidente de setembro de 1990 em sua escola no qual um armado aluno manteve outros alunos reféns por mais de cinco horas: "Eu entendo o quão terrível é porque quando eu tinha 16 anos no 11º ano minha escola era uma zona escolar livre de armas e um dos meus colegas trouxe armas para a escola e levou toda a nossa escola refém." Notícias contemporâneas da época em que o estudante armado mantinha 53 estudantes como reféns.